# ニッコロ・カッサーナ
ニコレット（Nicoletto）としても知られているニッコロ・カッサーナ（Niccolò Cassana、1659年生まれ、1711年か1714年に没）は、イタリアの画家である。

## 略歴
ヴェネツィアで生まれた。父親のジョヴァンニ・フランチェスコ・カッサーナ（Giovanni Francesco Cassana: 1611-1690）はジェノヴァに近いボルゲット・ディ・ヴァーラ出身の画家であった。父親はベルナルド・ストロッツィ（1581-1644）の弟子で、ストロッツィとともにヴェネツィアに移ってきていた。
1歳ほど年長の兄、ジョヴァンニ・アゴスティーノ・カッサーナ（c.1658-1720）も画家になり、動物画を得意とした。弟のジョヴァンニ・バッティスタ・カッサーナ（Giovanni Battista Cassana: 1668–1738) は静物画を得意とした画家になった。妹のマリア・テレサ・カッサーナ（Maria Teresa Cassana）も画家になった。
修行期間についての確かな情報はほとんどないが、光の明暗を強調する「テネブリズム」のヴェネツィアでの流行 の中で修行した。主に人物画と肖像画を描き、宗教画や神話を題材にした作品も制作した 。
1800年になる頃、カッサーナはフェルディナンド・デ・メディチの支援を受け、フィレンツェでも活動した。肖像画家としてだけでなく、模写や絵画の修復家としても高く評価された有名な修復作品にはフェルディナンド・デ・メディチの注文によるロッソ・フィオレンティーノ（1494-1540）の描いたフィレンツェの「ディ家の祭壇画」（Pala Dei）がある。
1711年、ロンドンに招かれ、イギリスでは、英国貴族の肖像画を描き、アン女王によって筆頭画家に任命されたが、1714年までにはロンドンで亡くなった。

## 作品

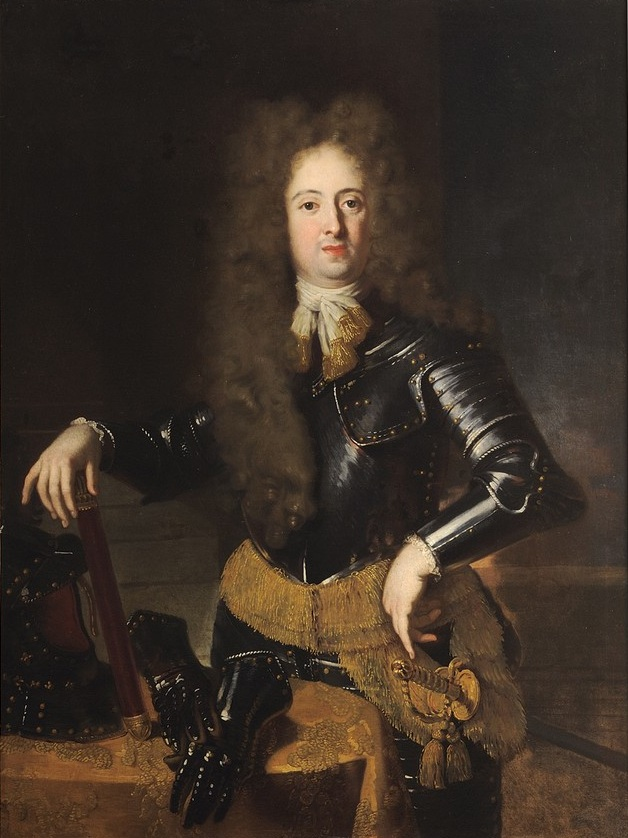
フェルディナンド・デ・メディチの肖像画 (1690s) ピッティ宮殿
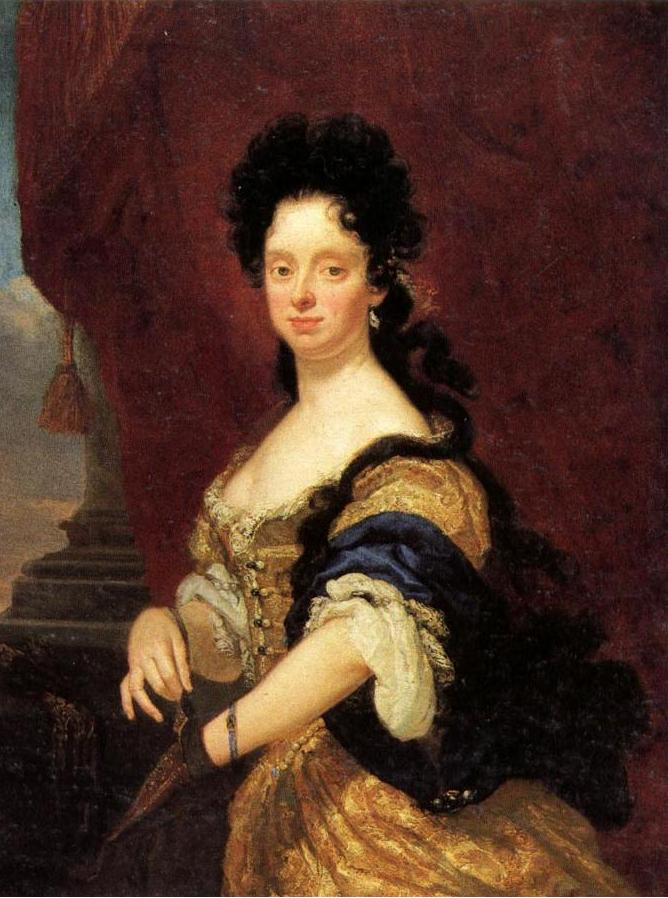
アンナ・マリーア・ルイーザ・デ・メディチの肖像画 (1700) ピッティ宮殿
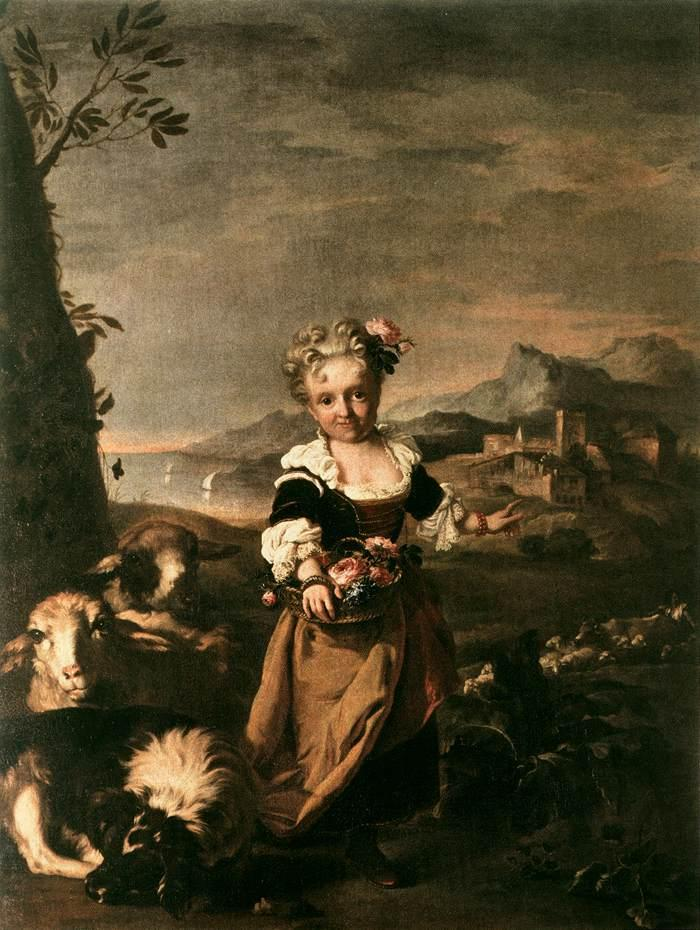
Angiola Biondi （宮廷の矮人）(1707) ピッティ宮殿
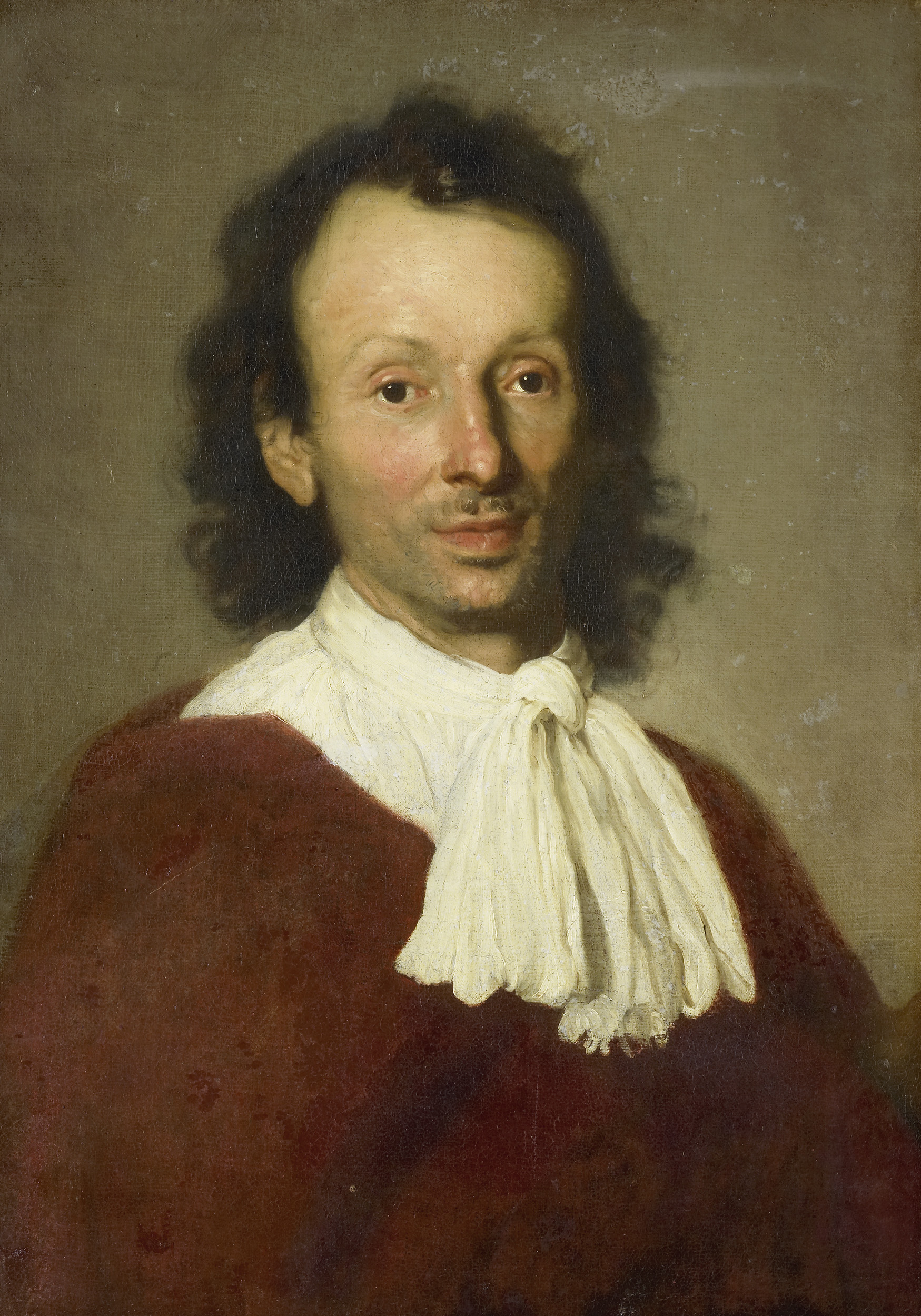
男性の肖像画 アムステルダム国立美術館